# Cortébert
Cortébert é uma comuna da Suíça, localizada no Cantão de Berna, com 703 habitantes, de acordo com o censo de 2010 . Estende-se por uma área de 14,78 km², de densidade populacional de 48 hab/km². Confina com as seguintes comunas: Courtelary, Mont-Tramelan, Corgémont e Nods.
A língua oficial nesta comuna é o francês, uma vez que Cortébert está localizada na parte do cantão denominada Jura Bernense (Jura Bernois), que é a sua porção francófona.